# Culto a San Miguel Arcángel entre los lombardos

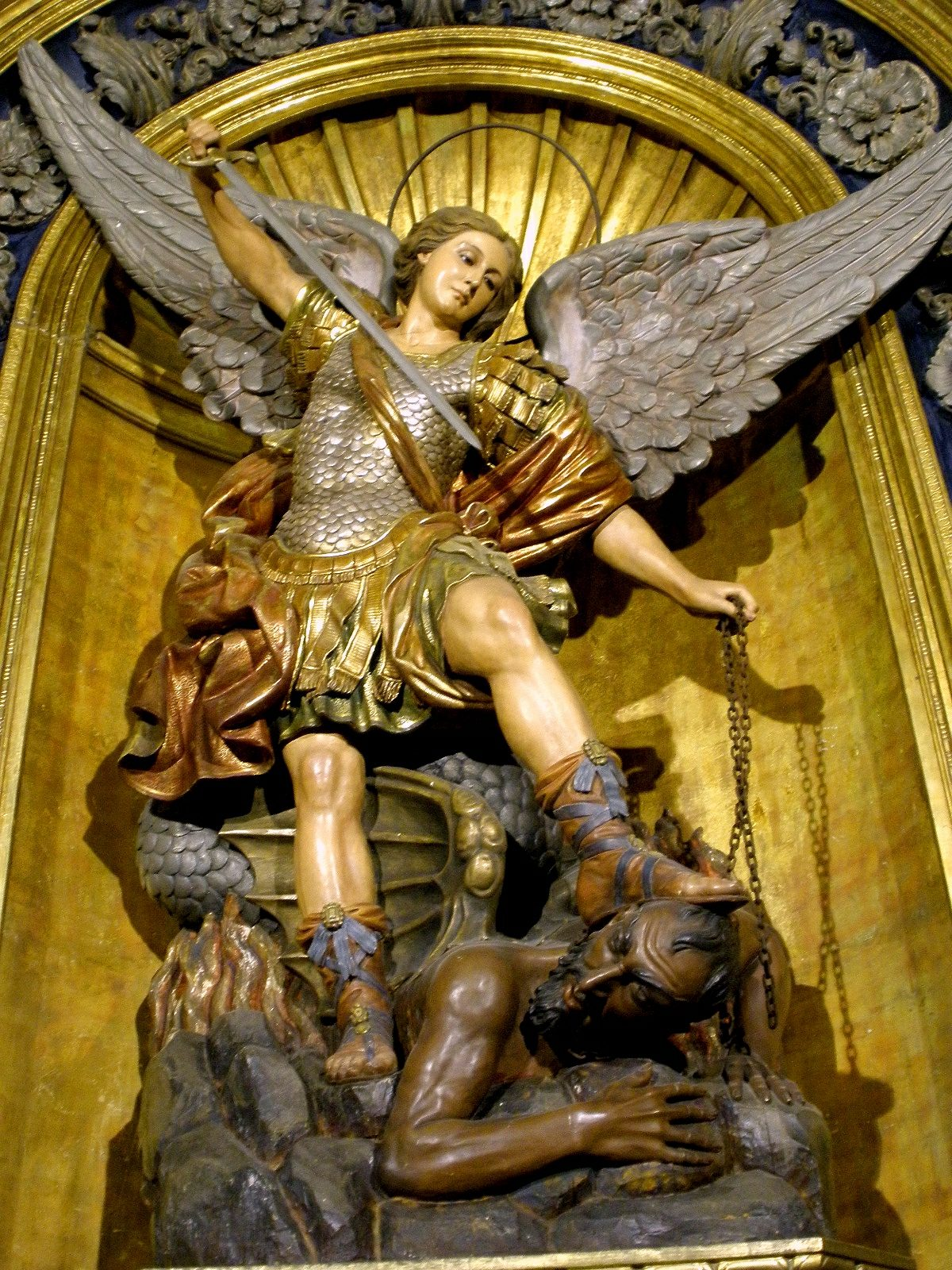
Barcelona - Basílica de la Merced

El culto al Arcángel Miguel se expandió entre los lombardos después de la conversión al catolicismo del pueblo germánico, esto ocurrió  tras establecerse en Italia en el año 568. Su propagación total culmina durante el reinado de Cuniberto o Cuniperto (688-700). Los lombardos adoraron al Arcángel Miguel puesto le atribuyeron virtudes guerreras similares a la del Dios germánico Odín.  Los lombardos realizaron diversas edificaciones religiosas  dedicadas al Arcángel Miguel en todo el territorio de Italia; especialmente, en el Ducado de Benevento, en donde surge el Santuario de San Miguel Arcángel (Monte Sant'Angelo), fundado antes de la llegada de lombardos,  pero que ellos adoptaron como santuario nacional a partir de la conquista de Gargano en el siglo VII. La devoción al arcángel  fue una de las más arraigadas durante todo el Reino lombardo,  le seguían  Juan el Bautista, Jesús de Nazaret (El Salvador) en italiano  y el Santo Guerrero San Jorge (San Giorgio) en italiano.

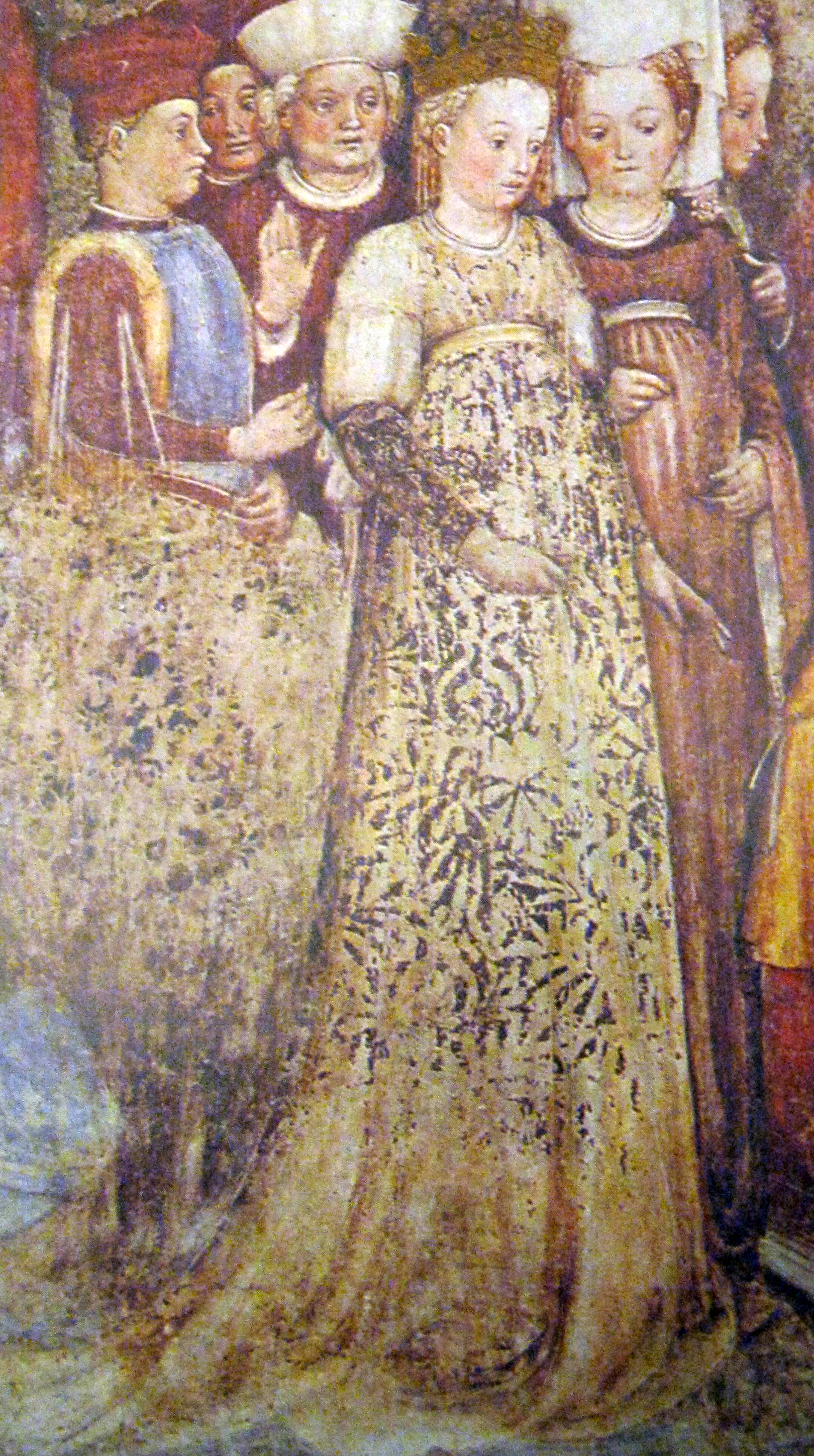
Teodolinda, Reina de los Lombardos, impulsó el cristianismo en el pueblo germánico y entregó su apoyo a la iglesia católica

La conversión de los lombardos al catolicismo, proviene del  arrianismo y del paganismo que  ellos profesaban tras su ingreso a Italia, fue un proceso gradual durante todo el siglo VII  acompañado de  divisiones políticas e ideales al interior de la gens Langobardorum. El proceso de conversión fue iniciado por la reina Teodolinda (589-626) y se apoyó a la obra del misionero irlandés Columbano de Luxeuil  (Colombano di Bobbio) en italiano.
El epicentro del culto hacia el  arcángel Miguel  por parte de los lombardos fue el santuario del Gargano, desde donde se propaga hacia todo el reino lombardo; el arcángel guerrero fue considerado  el Santo patrón del todo el pueblo.